# Бадија Мази (Фрозиноне)
Бадија Мази је насеље у Италији у округу Фрозиноне, региону Лацио.
Према процени из 2011. у насељу је живело 199 становника. Насеље се налази на надморској висини од 164 м.